# Nordsee (Schiffstyp)
| Serie Frosttrawler Typ Nordsee | Serie Frosttrawler Typ Nordsee                            |
| ------------------------------ | --------------------------------------------------------- |
|                                |                                                           |
| Technische Daten (Überblick)   |                                                           |
| Werft:                         | Elbewerft Boizenburg                                      |
| Vermessung:                    | 644 BRT / 260 NRT                                         |
| Tragfähigkeit:                 | 1150 t                                                    |
| Länge über Alles:              | 48,96 m                                                   |
| Länge zwischen den Loten:      | 44,30 m                                                   |
| Breite:                        | 10,00 m                                                   |
| Seitenhöhe:                    | 5,50 m                                                    |
| Tiefgang:                      | 3,90 m                                                    |
| Antrieb:                       | 1 × Dieselmotor SKL 8 NVD 48 AU auf 1 × Verstellpropeller |
| Gesamtleistung:                | 1 × 736 kW                                                |
| Geschwindigkeit:               | 12 Knoten                                                 |
| Besatzung:                     | 23                                                        |

Der Fischereischiffstyp Nordsee war eine Bauserie von Fang- und Gefrierschiffen der Elbewerft Boizenburg. Entsprechend ihrer Funktion wurden die Schiffe als Frosttrawler bezeichnet.

## Geschichte
Außer der als Forschungsschiff ausgestatteten Eisbär, deren Indienststellung 1965 erfolgte, wurden zwischen 1966 und 1968 für das Fischkombinat Saßnitz 15 Frosttrawler gebaut. Die meisten der Schiffe wurden in der ersten Hälfte der 1990er Jahre außer Dienst gestellt.

## Technik
Die Frosttrawler vom Typ Nordsee wurden für den ganzjährigen Fang von Heringen und heringsartigen Fischen entwickelt. Die Schiffe hatten eine Heckaufschleppe, über die das Schleppnetz auf das 23 Meter lange Fangdeck gebracht wurde. Zum Hieven stand eine fernbediente 4-Trommel-Netzwinde mit 80 kN zur Verfügung. Außerdem waren die Schiffe mit Zusatzeinrichtungen für die Ringwadenfischerei ausgerüstet.
Der gefangene Fisch wurde in zwei jeweils 15 m3 großen Auffangbunkern vorgekühlt. Mittels Airliftpumpen wurden über Sortierbändern drei Vertikalplattenfroster mit einer Kapazität von je 7 Tonnen pro Stunde beschickt. Der in Blöcken gefrostete Fisch gelangte nach dem Passieren eines Glasierautomaten und einer Verpackungsmaschine über Förderbänder in den 540 m3 großen Kühlladeraum.